# Thalatta albiorbis
Thalatta albiorbis là một loài bướm đêm trong họ Noctuidae.